# Dison
Dison (in vallone Dizon) è un comune del Belgio facente parte della Comunità francofona del Belgio, situato nella Regione Vallonia, nella provincia di Liegi all'interno dell'agglomerazione de Verviers.
Si trova sulla riva destra del fiume Vesdre, opposta alla città di Verviers. Il comune conta al 1º luglio 2004 13.994 abitanti (6.893 uomini e 7.101 donne) per una superficie di 14,12 km².
La piccola frazione agreste di Mont (Mont-Dison) si proietta su Dison.

## Sezioni del Comune
Andrimont e Dison.